# Nadlîmanske, Odesa
Nadlîmanske (în ucraineană Надлиманське, în germană Franzfeld) este un sat în raionul Odesa, regiunea Odesa, Ucraina. Satul a fost locuit de germanii pontici.

## Demografie
Componența lingvistică a comunei Nadlîmanske
     Ucraineană (86,49%)
     Rusă (11,68%)
     Alte limbi (1,83%)
Conform recensământului din 2001, majoritatea populației comunei Nadlîmanske era vorbitoare de ucraineană (86,49%), existând în minoritate și vorbitori de rusă (11,68%).

## Personalități
- Anton Zerr (1849-1932), episcop al Diecezei de Tiraspol